# جايسون براون (لاعب كريكت)
جايسون براون (10 أكتوبر 1974 في المملكة المتحدة - )  (بالإنجليزية: Jason Brown)‏ هو لاعب كريكت بريطاني. لعب مع نادي مقاطعة نورثامبتونشير للكريكت ‏ ونادي مقاطعة نوتنغهامشير للكريكت ‏.

## وصلات خارجية
- جايسون براون على موقع إي آس بي آن كريك إنفو (الإنجليزية)